# Moleno
Moleno é uma comuna da Suíça, no Cantão Tessino, com cerca de 113 habitantes. Estende-se por uma área de 7,4 km², de densidade populacional de 15 hab/km². Confina com as seguintes comunas: Cresciano, Lodrino, Preonzo.
A língua oficial nesta comuna é o Italiano.